# The King of Fighters
The King of Fighters (яп. ザ・キング・オブ・ファイターズ Дза Кингу обу Файтадзу, с англ. — «Король бойцов», сокр. KOF) — серия мультиплатформенных видеоигр в жанре файтинг, разработанная компанией SNK, а после её банкротства — SNK Playmore. Игры серии выходили в виде аркадных игровых автоматов (платформы Neo-Geo, Atomiswave и Taito Type X) и портировались на различные домашние игровые системы.

## Предыстория и разработка
Изначально данная серия игр разрабатывалась для аппаратного обеспечения аркадного автомата Neo Geo MVS компании SNK, который было основной платформой игр до 2004 года, когда SNK отказалась от MVS в пользу аркадной платформы Atomiswave, на которой до прекращения её поддержки и отказа SNK от концепции аркадных платформ вышли две игры: The King of Fighters Neowave и The King of Fighters XI. Последним автоматом, на котором выпускается серия, стал Taito Type X2, первой игрой на котором стала The King of Fighters XII. Порты аркадных версий и оригинальные игры серии выпускались для нескольких видеоигровых консолей. Самая недавняя игра серии, The King of Fighters XIV, выпускалась на PlayStation 4 и для ПК под управлением системы Microsoft Windows.
Серия игр была создана на основе более ранних серий Fatal Fury и Art of Fighting. Она использует персонажей этих игр, но не следует их сюжету.

## Игры серии

### Основная серия игр

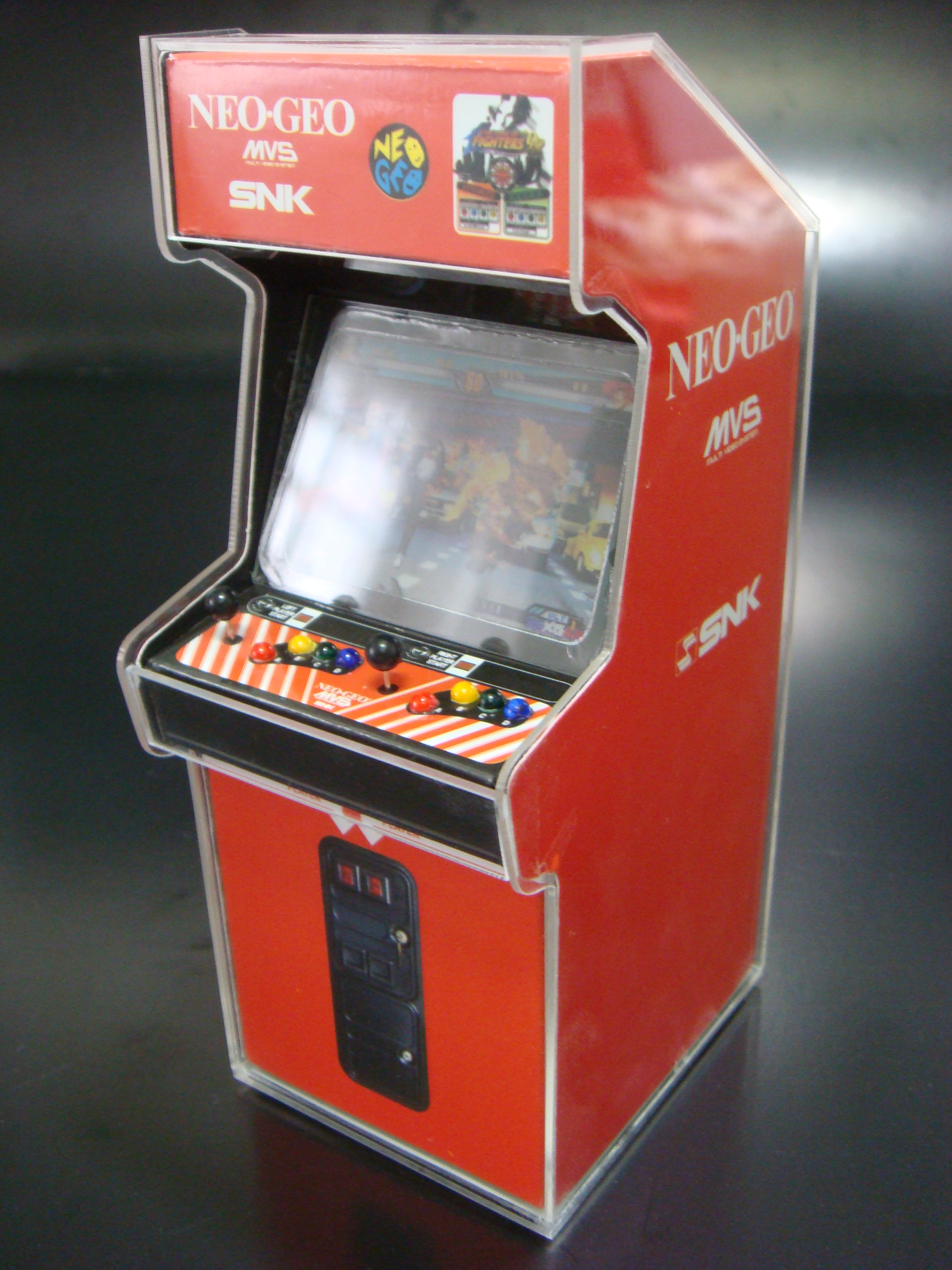
Аркадный автомат с игрой KOF '98

Первая игра серии, The King of Fighters '94, была выпущена компанией SNK 25 августа 1994 года. В игре присутствовали персонажи из предыдущих серий файтингов компании SNK — Fatal Fury и Art of Fighting, а также персонажи франшиз Ikari Warriors (Ральф Джонс и Кларк Стилл) и Psycho Soldier (Афина Асамия), адаптированные для версус-файтингов, и оригинальные персонажей. Игра имела простой сюжет: группа бойцов сражается с другими группами на турнире, а в конце бьётся с организатором турнира, Ругалом Бернштайном, задумавшим взять победителей в личную коллекцию статуями, побеждает его и спасается от взрыва базы, которую Бернштайн решил взорвать.
Успех игры привёл к тому, что SNK начала выпускать игры серии ежегодно и пронумеровала игры по году выпуска. The King of Fighters '95, помимо добавления новых персонажей, также начала первую сюжетную арку под названием «Сага Ороти» (англ. The Orochi Saga). Это также была первая игра в серии, которая позволила игрокам создать свою собственную команду-тройку из любых персонажей игры. The King of Fighters '96 начал вторую часть «Саги Ороти» и заменил спрайты персонажей из игр предыдущих двух лет на новые, а также улучшил систему геймплея. В зависимости от игровых персонажей в команде, будет показана эксклюзивная концовка. The King of Fighters '97 завершил сюжетную линию «Саги Ороти». The King of Fighters '98, в отличие от предыдущих игр серии, не содержала сюжетной кампании. Вместо этого она рекламировалась как игра типа «Матч Мечты», который позволял игрокам выбирать большинство персонажей, доступных в предыдущих играх, включая тех, которые предположительно были мертвы после событий прошлых игр. Позднее в SNK переделали версию для Dreamcast и переименовали её в The King of Fighters: Dream Match 1999 с расширенным анимационным вступлением и трёхмерными фонами.
Игра The King of Fighters '99 представила новую сюжетную арку, известную как «Хроники NESTS» (англ. The NESTS Chronicles), нескольких новых персонажей в серии, а также правило четвертого участника, добавляемого в каждую команду. По новой тактике конкретный человек из команды будет помощником, именуемым «Страйкером», и этот человек сможет помочь команде в течение нескольких секунд в бою. Версия для Dreamcast называлась The King of Fighters: Evolution, с несколькими улучшениями в игре, такими как новые «Страйкеры» и улучшенная анимация. The King of Fighters 2000 — это вторая часть «Саги NESTS», а также последняя игра из серии KOF, которую SNK сделала перед банкротством. В ней были добавлены несколько новых играбельных персонажей и пара-тройка Страйкеров (большинство из них — из предыдущих игр KOF и других игр SNK, таких как Metal Slug и Kizuna Encounter). Игра The King of Fighters 2001 заканчивает вторую сюжетную арку. Из-за экономических проблем, которые были у SNK в то время, корейская компания Eolith помогла в разработке игры после банкротства SNK. Игра The King of Fighters 2002 была создана для воссоединения старых персонажей из предыдущих игр KOF и не содержала истории, как KOF 98. Она также была разработана Eolith.
Новая сюжетная линия KOF под названием «Tales of Ash» началась в The King of Fighters 2003, последней игре KOF, выпущенной для системы Neo Geo. Игра позволила игрокам менять персонажей во время игры, но количество членов команды вновь сократилось до трёх. SNK вернулась к развитию франшизы в этой игре серии. К 2004 году SNK отказалась от ежегодного выпуска игр серии и в дальнейшем нумеровала будущие игры в более традиционной манере. Первой игрой основной серии, выпущенной таким образом, была The King of Fighters XI, выпущенная в 2005 году. Игра The King of Fighters XII была выпущена в 2009 году с использованием 2D-спрайтов ручной рисовки высокого разрешения на подробных 2D-фонах. Она была бессюжетной сборной солянкой из бойцов, похожей на вышедшие ранее KOF 98 и 2002. Сюжетная арка заканчивается выпущенной летом 2010 года игрой The King of Fighters XIII, которая включает в себя весь список персонажей The King of Fighters XII, а также дополнительных.
Игра The King of Fighters XIV была выпущена на PlayStation 4 23 августа 2016 года с 3D-графикой и большим списком персонажей. В декабре 2018 года компания SNK объявила, что работает над The King of Fighters XV, планируя выпустить игру в 2020 году.

### Побочные игры и сборники
The King of Fighters '94 была переделана и выпущена в 2004 году для PlayStation 2 в Японии как The King of Fighters '94 Re-Bout. В этой версии есть несколько новых функций, таких как графика высокого разрешения, онлайн-игра, редактирование команды, сделан играбельным Ругал Бернштейн и добавлен Сайсю Кусанаги. Ремейк KOF '98 под названием The King of Fighters '98 Ultimate Match был выпущен для японских аркадных автоматов в 2008 году, а позднее издан на некоторых игровых приставках, с расширенным списком персонажей и улучшенной графикой. Римейк KOF’2002 под названием The King of Fighters 2002 Unlimited Match был выпущен для PlayStation 2 в 2009 году в Японии. SNK также выпустила игру под названием The King of Fighters: Battle de Paradise, которая может быть связана с японским портом KOF’99 на приставку Dreamcast. Компания Yumekobo также разработала визуальный роман со стратегическими элементами для боёв, известный как The King of Fighters: Kyo (яп. ザ・キング・オブ・ファイターズ 京 Дза Кингу обу фаита:дзу Кё:). Игра следует за повседневной жизнью Кё Кусанаги в то время, как он готовится сражаться в турнире KOF’97, взаимодействуя с другими соперниками. Для Neo Geo Pocket адаптация KOF’97 под названием King of Fighters R-1 была выпущена 28 октября 1998 года. Сиквел для Neo Geo Pocket Color, King of Fighters R-2, был выпущен 19 марта 1999 года.
В 2004 году SNK выпустил первую 3D-игру в серии, The King of Fighters: Maximum Impact. Игра, ее продолжение KOF: Maximum Impact 2 и её обновлённая версия Maximum Impact: Regulation A пересматривают большую часть предыстории персонажей и сеттинги из предыдущих игр. Третье обновление под названием «Regulation A2» было запланировано, но отменено. Производитель серии Maximum Impact Falcoon заявил, что игры Maximum Impact действуют в другой сюжетной или временной плоскости от оригинальной серии игр. Другая побочная видеоигра, The King of Fighters Neowave, была выпущена для Xbox, PlayStation 2 и аркадных автоматов в течение 2005 и 2006 годов. Neowave по сути является ремейком KOF 2002, с новой презентацией и некоторыми изменениями в списке персонажей. Как и оригинал, Neowave не имеет сюжетной линии и считается «матчем мечты». Оформление персонажей выполнял Томокадзу Накано. Для консоли Game Boy Advance были выпущены две видеоигры под названием The King of Fighters EX: Neo-Blood и The King of Fighters EX2: Howling Blood соответственно, с участием персонажей и использованием фонов из KOF '99 and KOF '2000 соответственно. Также эксклюзивно для PlayStation была создана ролевая игра под названием «The King of Fighters: Kyo», адаптирующая мангу с тем же названием. В 2005 году была выпущена N-Gage-версия первой игры для Game Boy Advance под названием The King of Fighters Extreme, в который был добавлен Bluetooth-мультиплеер.
К концу 2000-х годов для этой серии было разработано как минимум три пачислотовые игры. Первая, «The King of Fighters, основан на сюжетной линии Ороти, вторая, The King of Fighters 2, основана на борьбе Кея (англ. K') с картелем NESTS, а третья, Maximum Impact, посвящёна «3D-тайтлам» серии. Ни одна из них не была выпущена за пределами Японии. Также были разработаны как минимум шесть игр для японских мобильных телефонов. Хотя некоторые из них являются файтингами, другие — мини-игры вроде волейбола и викторин.
Несколько персонажей из серии также появляются в видеоигровых кроссоверах. NeoGeo Battle Coliseum — это командная файтинговая игра 2-на-2 для аркадной платформы Atomiswave, а SNK Gals' Fighters — файтинговая игра для Neo Geo Pocket Color. Главные роли в обеих, наряду с персонажами KOF, играют и персонажи из других игровых серий SNK. Ритм-игра под названием The Rhythm of Fighters была выпущена на мобильных телефонах в 2015 году. Capcom также выпустила серию похожих кроссоверов с участием SNK. Произведённые SNK файтинги этого кроссовера включают разработанную Dimps портативную файтинговую игру SNK vs. Capcom: The Match of the Millennium для Neo Geo Pocket Color в 1999 году и SNK vs. Capcom: SVC Chaos для Neo Geo в 2003 году. Capcom выпустила игру Capcom vs. SNK в 2000 году с последующим небольшим обновлением, Capcom vs. SNK Pro, вышедшим в 2001 году, а также продолжение под названием Capcom vs. SNK 2, выпущенное в 2001 году. Все три игры были созданы для оборудования NAOMI, а затем портированы на различные консоли. SNK также выпустила SNK vs. Capcom: SVC Chaos и карточную видеоигру под названием SNK vs. Capcom: Card Fighters DS.
Также было выпущено несколько игр для мобильных телефонов, включая The King of Fighters: All Star, Kimi wa Hero, «Clash of Kings», KOF X Arena Masters, KOF: WORLD, The King of Fighters Orochi Go, The King of Cyphers и кроссовер с Fatal Fury. Персонажи также появлялись в других мобильных играх, как, например, Кё Кусанаги в Fighting Days.

#### Сборники игр
В дополнение к римейкам отдельных игр, таких как Re-bout, Ultimate Match и Unlimited Match, компания SNK выпустила сборники своих игр серии KOF. В Японии были выпущены два сборника KOF для PlayStation 2 в рамках «Neo Geo Online Collection». Первый сборник, The King of Fighters Orochi Hen (яп. ザ·キング·オブ·ファイターズ -オロチ編- Дза кингу обу фаита:дзу -Ороти хэн-, «Король бойцов: Сборник Ороти» (англ. «The Orochi Compilation»)), включает в себя KOF’95, KOF’96 и KOF’97, три игры, составляющие сюжетную линию Ороти. В сборнике был режим Color Edit, который позволяет игроку создавать собственную цветовую палитру для каждого персонажа в каждой игре, возможность играть в каждую игру с оригинальными и переаранжированными звуковыми дорожками, а также режим онлайнового противостояния, который поддерживает службу MMBB. Второй сборник, The King of Fighters NESTS Hen (яп. ザ·キング·オブ·ファイターズ -ネスツ編-  Дза кингу оф файта:дзу -Нэсуцу хэн-, «The NESTS Compilation»), включает в себя оригинальные версии KOF’99, KOF’2000 и KOF’2001 для Neo Geo, а также соответствующие версии каждой игры для Dreamcast. Он имеет те же функции, что и предыдущий сборник, но с онлайн-поддержкой, доступной только для игр для Dreamcast данного сборника.
Отдельно произведённый сборник под названием The King of Fighters Collection: The Orochi Saga был выпущен для PlayStation 2, PlayStation Portable и Wii в Северной Америке, регионе PAL и Юго-Восточной Азии. Этот сборник имеет ту же линейку игр, что и японская Orochi Hen вместе с KOF '94 и KOF '98, хотя дополнительные функции отличались, был добавлен режим испытаний (англ. Challenge Mode), в котором игрок должен выигрывать определенные матчи против компьютера (CPU) в KOF '98 при определенных условиях, и медиа-галерея, отображающая аудиотреки из каждой игры и коллекцию официальных иллюстраций.

## Сюжет и персонажи
Титульный турнир «King of Fighters» возник из предыдущих франшиз SNK, Fatal Fury и Art of Fighting. Первая игра в серии, KOF '94, посвящена торговцу оружием черного рынка по имени Ругал Бернштейн (англ. Rugal Bernstein), который проводит известный бойцовский турнир, чтобы заманить достойных противников в свою ловушку, дабы он мог убить их и превратить в каменные статуи, добавив в свою коллекцию побеждённых мастеров боевых искусств. В дополнение к ранее придуманным звёздам файтингов Терри Богарду (англ. Terry Bogard) и Рё Сакадзаки (англ. Ryo Sakazaki), в игре появился новый герой: молодой японский мастер боевых искусств по имени Кё Кусанаги (англ. Kyo Kusanagi), который выступает в качестве главного героя в ранних играх KOF. Создавая Кё, в SNK хотели, чтобы его личность контрастировала с предыдущими основными персонажами и выделялась в кроссовере.
В KOF '95 Ругал, переживший предыдущий турнир, проводит новый с намерением отомстить своим противникам. KOF '95 представил соперника Кё в серии, Иори Ягами(англ. Iori Yagami), и стал первой игрой, в которой упоминалось присутствие клана Ороти (англ. Orochi Clan), который служил центральным сюжетным элементом в следующих двух играх серии. Турнир в KOF '96 и KOF '97 проводится женщиной по имени Чизуру Кагура(англ. Chizuru Kagura), которая стремится завербовать союзников (в частности Кё и Иори, которые вместе с самой Кагурой произошли от Трёх Божественных Сосудов) в битву против клана Ороти. Сюжетная линия Orochi заканчивается в KOF '97, а следующая игра в серии KOF 98 является бессюжетным «Специальным изданием» (англ. Special Edition»).
KOF '99 представляет новую сюжетную арку с участием загадочной корпорации, известной как NESTS, которая стремится создать армию генетически измененных бойцов. В игре появляется новый ведущий персонаж по имени Кей Дэш (англ. K′, яп. ケイ・ダッシュ, Кэй Дассю): беглец из NESTS, генетически улучшенный с помощью ДНК Кё. Две следующие игры серии, KOF '2000 и KOF '2001, продолжают сюжетную линию NESTS, и каждая игра всё более раскрывает тайну организации. KOF '2002, как и KOF '98 до того, является «Специальным изданием» серии без особого сюжета. Как и Кё, Кей был создан как герой, отличающийся от прочих. В отличие от дерзкого Кё, Кей — темный герой, который неохотно борется против синдиката NESTS.
KOF 2003 начинает новую сюжетную линию, фокусируясь на ещё одном новом главном персонаже по имени Эш Кримсон (англ. Ash Crimson), молодом человеке, который стремится обладать способностями «Трёх Божественных Сосудов» (англ. Three Divine Vessels) для своего собственного неизвестного замысла. Подобно Кею, Эш получает другую характеристику, выступая в роли злодея во время его сюжетной арки. Турниры из KOF '2003 и KOF XI были организованы «Теми, что из прошлого» (англ. Those From the Past), организацией бесчеловечных воинов, пытающихся сломать печать Ороти, чтобы получить его силу, дабы они могли передать её своему скрытому хозяину. Хотя у KOF XII нет сюжета, в KOF XIII история концентрируется на очередном турнире, организованным «Теми, кто из прошлого», в конце которого Эш противостоит их руководителю, несмотря на то, что тот является его предком.
KOF XIV начинает новую сюжетную линию с участием нового ключевого персонажа по имени Шунь’эй (англ. Shun'ei, кит. 瞬影, яп. シュンエイ, Сюнъэй). Как заявляет SNK, хотя Шунь’эй, описанный как «добросердечный» человек, не является новым главным героем, он всё ещё важен для саги.

## История разработки
Прототипом игры был сайд-скроллерный beat 'em up под названием Survivor. В нём использовались только основные персонажи из серий Art of Fighting и Fatal Fury, а на этапе подбора локаций игрокам позволялось играть за Роберта Гарсия и Терри Богарда (соответственно из Art of Fighting и Fatal Fury). Тем не менее идея была со временем заброшена. Поскольку в SNK были привязаны к идее кроссовера из двух серий, они в конечном итоге согласились превратить свою идею в файтинг. Персонажи из игр Ikari Warriors и Psycho Soldier также были добавлены к списку персонажей новой серии игр. Концепция команды из трех человек была одной из идей, сохранённых с сайд-скроллерной версии.
Название The King of Fighters было повторно использованным подзаголовком первой игры серии Fatal Fury, Fatal Fury: King of Fighters. Режиссёр серии Тоёхиса Танабэ утверждал, что бойцы из Art of Fighting и Fatal Fury были добавлены специально для взрослых, а новые персонажи из KOF были нацелены на молодежную и новую аудиторию. Такие персонажи, как Бэнимару Никайдо (англ. Benimaru Nikaido яп. 二階堂 紅丸, Никайдо Бэнимару), Чхве Понгэ (кор. 최번개, кит. 崔稲妻, яп. チョイ・ボンゲ Choi Bonge/Тёй Бонгэ) и Чан Кохан (кор. 장거한, кит. 張巨漢, яп. チャン・コーハン Chan Kōhan), были добавлены, чтобы внести в слишком серьёзный, по его мнению, состав нестандартное разнообразие.
В то время как первые две игры использовали аркадную систему Neo-Geo MVS, The King of Fighters '96 работает с 68 КБ видеопамяти и 64 КБ ОЗУ. Это сделало The King of Fighters '96 первой игрой, которая нарушила технические ограничения системы MVS. Сотрудники SNK отметили, что из-за популярности, которую приобрели некоторые персонажи серии, стало сложно разработать новых персонажей, которые могли бы иметь такую же привлекательность. При разработке новых локаций они испытывают такие же трудности. Художник, известный как Shinkiro, отвечал за первые арты с персонажами. В результате нанятый  после него художник Хироаки чувствовал, что, несмотря на отсутствие опыта, ему нужно рисовать привлекательных персонажей. Бывший продюсер Такаси Нисияма не присутствовал в команде во время разработки The King of Fighters '2000, что вызвало озабоченность команды разработчиков. Несмотря на раннюю неуверенность в итоговом продукте, в SNK остались довольны тем, каким он вышел, назвав аркадную версию привлекательной игрой. После релиза компания поблагодарила фанатов за их поддержку. Мексиканская компания Evoga имела большое влияние на игры из-за популярности франшизы в Латинской Америке.
В 2000 году компания SNK обанкротилась, но в том же году компания Eolith заключила лицензионное соглашение о продолжении производства серии KOF. Eolith заинтересовалась разработкой The King of Fighters из-за популярности франшизы в Корее и хотела порадовать поклонников этой серии игр по всему миру, помогала в создании игры ей Brezza Soft. Опасаясь разочарования поклонников, Eolith решила сохранить большинство обыкновенных для The King of Fighters деталей, добавив в неё новые элементы. Одним из самых больших изменений является опциональное использование «Страйкеров» (англ. Strikers), когда игроки могут использовать от одного до трёх персонажей, помогающих основному. Команда стремилась усовершенствовать оригинальную игровую систему из предыдущих игр KOF. Проведя опрос популярности  персонажей, Eolith всё же стремилась представить в игре и наименее популярные команды. Высокая популярность Кё Кусанаги и Иори Ягами привела к их немедленному включению в состав. В сценарии игры можно заметить отсылки на работы Evoga. Работая над ним, команда играла в The King of Fighters '98 против её разработчиков на то, чтобы включить персонажа в игру. Участник из Evoga победил, в результате чего команда попросила добавить персонажа по имени «Ангел» (англ. Angel). Начиная с 2003 года, игры снова разрабатывались компанией SNK, известной к тому времени как SNK Playmore. В том же году SNK Playmore прекратила поддержку системы AES, предпочтя выпускать видеоигры в сотрудничестве с Sammy, используя её аркадную платформу Atomiswave, что предоставило ей более безопасную и современную платформу для новых аркадных релизов. Это позволило новым играм KOF улучшить качество звука и графики.
Первые игры в серии The King of Fighters выпускалась каждый год; последней выпущенной таким образом стала The King of Fighters 2003. В декабре 2004 года Falcoon, главный иллюстратор серии, упомянул, что следующая игра, которую пытались выпустить сотрудники SNK Playmore, отличается от The King of Fighters: Maximum Impact или от того, что могло бы быть The King of Fighters 2004. Разработка игры началась, когда сотрудники SNK завершили создание Neo Geo Battle Coliseum. Серия продолжила The King of Fighters 2003 частями XI, XII и XIII, в которых произошли серьёзные изменения с целью понравиться аудитории. Решение о создании The King of Fighters XIV было принято, когда генеральный директор SNK Playmore Эйкити Кавасаки (англ. Eikichi Kawasaki) решил, что компания должна вернуться к производству привлекательных файтингов, а не игровых автоматов патинко и мобильных приложений. Хотя это заняло некоторое время, разработка игры вошла в полный цикл производства, когда в апреле 2014 года к команде присоединилось больше сотрудников из Esaka. Режиссёром игры был назначен Ясуюки Ода (англ. Yasuyuki Oda). Руководство молодым персоналом было его первым вкладом во франшизу. Во время первого периода работы Оды в SNK такие игры, как Virtua Fighter, поразили его и мотивировали сделать 3D-игру после своего ухода. Когда Ода вернулся в SNK, никто не был против перевода серии из 2D в 3D, хотя адаптация некоторых персонажей оказалась более сложной, чем других. Многие сотрудники SNK считают KOF 98 и KOF 2002 лучшими играми в рамках франшизы, что привело их к мысли о создании новых частей серии, превосходящих качество этих двух игр. Во время конкурса в SNK использовали DLC-персонажа Наджа (англ. Najd), основанного на художнике из Саудовской Аравии Масаэле. Председатель Совета Директоров SNK Чжихуэй Ге (англ. Zhihui Ge) выразил желание привлечь к игре больше ближневосточных фанатов. После релиза The King of Fighters XIV он нанял новых создателей.

## Медиапродукция по серии

### Адаптации в печатной продукции
В течение 1995 года Тацуя Сингёдзи создал манга-адаптацию The King of Fighters '94. Она выпускалась по главам в журнале Shōnen Ace издательства Kadokawa Shoten и была собрана в четыре тома танкобонов. Они выпускались с 10 февраля 1995 года по декабрь 1996 года. Существует также спин-офф-сюжетная манга, основанная на приключениях персонажей из The King of Fighters '96 и посвящённая соперничеству Кё и Иори, под названием The King of Fighters: Kyo. Автором этой манги является Масато Нацумото (англ. Masato Natsumoto), и она была опубликована издательством Kodansha в двух томах-танкобонах в течение 1997 года. Рё Такамисаки (англ. Ryo Takamisaki) разработал другую адаптацию на основе KOF '96; издательство Shinseisha публиковало серию в трёх танкобонах с июня 1996 года по февраль 1998 года. Акихико Урэсино (англ. Akihiko Ureshino) написал несколько романизаций  игр, иллюстрированных разными художниками.
По KOF XIV была создана манга-адаптация под названием The King of Fighters: A New Beginning, нарисованная Кётаро Адзумой (англ. Kyōtarō Azuma). Серия публиковалась в приложении издательства Kodansha «Magazine Pocket» с января 2018 по август 2020 года.
Маньхуа-адаптация KOF под названием The King of Fighters: Zillion была создана Энди Сэто. Гонконгские художники Хун Ян (Wing Yang) и Цин Дун (King Tung) создали еще одну маньхуа по серии игр, начиная с King of Fighters 2001 до 2003 вместе с подсерией Maximum Impact. Они нарисовали и её продолжение The King of Fighters 03: Xenon Zero (拳皇 XENON ZERO), завершающее арку турнира 2003 года. Издательство ComicsOne лицензировало серию, первый том которой приурочили к выпуску новой видеоигры, и продолжало публиковать её после перехода прав на маньхуа к издательству «DrMaster». Они были опубликованы в пяти томах по 128 страниц каждый с 25 мая 2005 по 26 июня 2008 года. Еще одна серия маньхуа — King of Fighters RX Project '00 (拳皇RX) — трёхтомник, официально спонсируемый SNK-Playmore Hong Kong. Версия «саги NESTS», проиллюстрированая Рики (Ricky), освещает борьбу с NESTS, в основном фокусируясь на турнире 2000 года.

### Фильмы
Мини-сериал, основанный на KOF, под названием The King of Fighters: Another Day был выпущен в 2005 году. Компания Production I.G произвела его в виде оригинальной сетевой анимации, состоящей в общей сложности из четырех эпизодов, каждый продолжительностью около 10 минут. Позже он был выпущен в виде бонусного DVD, упакованного с KOF: Maximum Impact 2. Англоязычный боевик «Король бойцов» был выпущен прямо на DVD в США в 2010 году. Новое аниме и театральная постановка анонсированы в 2016 году. CG аниме-сериал The King of Fighters: Destiny был выпущен в Steam и на YouTube в начале 2017 года. Первый сезон пересказывает историю первых игр, где Кё Кусанаги возглавляет сборную Японии для участия в титульном турнире и в конечном итоге встречает хозяина, Ругала, который использует силу мифического существа Орочи. Сериал набрал более 800 миллионов просмотров.